# Психодрама
Психодрамата е метод на психотерапия, създаден от Джейкъб Морено. В този подход се използват техники от драмата, чрез които клиентът изиграва минали, сегашни или очаквани житейски ситуации и роли, опитвайки се да ги разбере по-пълно и да постигне катарзис. Изиграват се или се преиграват значими събития, за да се помогне на хората да разпознават и изживяват скрити чувства, потискани до този момент, да съумеят да ги изразяват пълно и свободно и да се насърчи изпробването на ново и по-ефективно поведение.
Морено твърдо вярва, че изиграването на проблемите има по-голяма терапевтична стойност, отколкото ако просто се говори за тях. Неговите техники насърчават действието, междуличностното взаимодействие и срещите, изразяването на чувствата и проверката на реалността. Срещата се извършва в контекста „тук и сега“, независимо дали изиграването се отнася до минало или очаквано събитие. Според Морено спонтанността и творчеството са основни характеристики на здравата и жизнена личност.
Психодраматичният метод има пет основни компонента: сцена, водещ, протагонист, помощник и публика.

## Психодраматичен процес
Психодраматичният процес има три фази:
1. Фаза на загряването;
2. Фаза на действието;
3. Фаза на дискусията.

### Фаза на загряване
Морено описва необходимостта от период на загряване, предназначен да подготви участниците за изживяването. Груповият лидер играе ключова роля за постигането на тази готовност и на мотивацията, необходима за работа върху засягащи личността теми от действителността. По време на тази фаза участниците трябва да почувстват сигурност, че средата, в която работят, е безопасна и трябва да се изгради климат на доверие. Техниките за постигането на загряване са по-малко важни от неговата цел – всичко, което води до увеличаване на доверието в групата, е полезно средство в тази начална фаза.

### Фаза на действие
Фазата на действието се състои от изиграването и преработването на минала или сегашна ситуация или на очаквано събитие. Водещият използва различни драматични техники, направлявайки протагониста в изследването на нова територия и получаването на ново разбиране, без да го пренатоварва. След изиграването и постигането на катарзис и прозрение действието може да завърши.
Във фазата на действието се използват различни техники, които не са самоцелни, а са насочени към спонтанното изразяване на чувства. Водещите могат да разчитат на някои от стандартните психодраматични техники или да изобретят свои собствени. Някои от стандартните техники са: размяна на ролите, дублиране, множествено дублиране, огледало, магически магазин, проекцията в бъдещето и работата със сънища.

### Фаза на дискусия
Третата фаза на психодрамата е споделянето, дискусията, последействието, която се заключава в опита да се интегрира и осмисли току-що преживяното. Останалите от групата се приканват да споделят собствени наблюдения, съобщавайки как сесията е въздействала върху тях.

## Оценка
Ключът към успешната психодрама е чувствителността и техническата компетентност на водещия. Психодрамата може да бъде мощна форма на терапевтична намеса, която може да доведе до освобождаване на задушени чувства и по-дълбоко себеразбиране, а по този начин до конструктивни промени в поведението, но може и да има сериозни отрицателни последствия за участниците.